# Asclepias feayi
Asclepias feayi là một loài thực vật có hoa trong họ La bố ma. Loài này được Chapm. ex A.Gray mô tả khoa học đầu tiên năm 1876.